# إنديغو
إنديغو هو فيلم دراما مغربي من إخراج سلمى بركاش سنة 2018، وبطولة كل من محمد وهيب أبكاري، مالك أخميس، خلود البطيوي،  ريم الكتاني، مروة خليل، عائشة ماه ماه.
يتطرق الفيلم لموضوع التفكك والإهمال الأسري وتأثيره على نفسية الأطفال.

## القصة
يحكي الفيلم عن شخصية «أنديغو»، التي تعيش صدمة نفسية تجعلها تلجأ إلى عالم التنبؤات للهروب من واقعها وبطش محيطها العائلي.
تبدأ أحداث الفيلم عندما تعلم الطفلة (نورة)، ذات الـ13 ربيعا، بأن أمها (ليلى) ستلتحق بأبيها في الديار الأسترالية، وبالتالي ستكون مجبرة على العيش مع خالتها لمدة طويلة فتتعرض لصدمة عاطفية، تحاول الاحتماء منها عبر اللجوء إلى عالم العرّافين للهروب من عنف شقيقها (المهدي). تكتشف بطلة الفيلم هدية ستحل عليها كلعنة لتخلق لها نزاعات لا نهاية لها.

## جوائز
عُرض الفيلم في العديد من المهرجانات، وحاز حتى على خمس جوائز، من بينها جائزة «أفضل فيلم طويل إفريقي» في إطار النسخة الخامسة من مهرجان «مشارقي» للفيلم الإفريقي في كيغالي برواندا، وكذلك جائزة أحسن دور نسائي في الدورة الحادية والعشرين لمهرجان خريبكة للسينما الأفريقية.  

## روابط خارجية
- إنديغو على موقع IMDb (الإنجليزية)
- إنديغو على موقع قاعدة بيانات الفيلم (الإنجليزية)
- إنديغو على موقع ليتربوكسد (الإنجليزية)
- إنديغو على موقع كينوبويسك (الروسية)
- الفيلم على موقع africine.org
- حوار مع سلمى بركاش حول فيلمها الجديد «أنديكو»